# N.V. Koninklijke Tabak- en Sigarenfabriek voorheen G. Ribbius Peletier Jr.

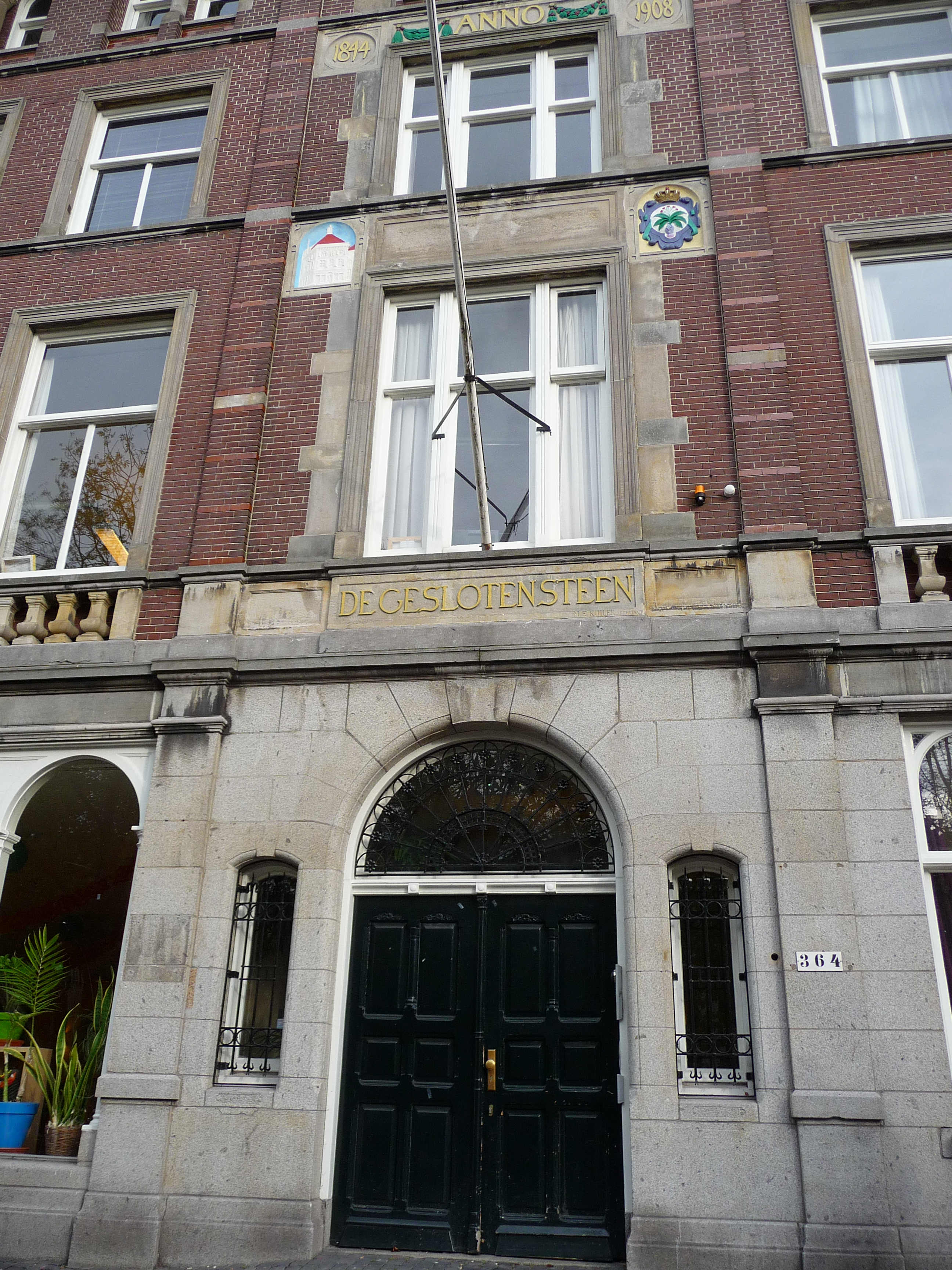
Gebouw De Gesloten Steen aan de Oudegracht nummer 364.

De N.V. Koninklijke Tabak- en Sigarenfabriek voorheen G. Ribbius Peletier Jr. was tussen 1844 en 1933 een sigarenfabriek in de Nederlandse stad Utrecht. In de fabriek werden luxesigaren geproduceerd die wereldwijd werden verkocht.
De fabriek werd door de ondernemer Gerlacus Ribbius Peletier (Zaltbommel, 9 april 1818 - Utrecht, 1 april 1901) in 1844 gestart. De onderneming groeide al snel en in 1853 werkten er 145 jongens en mannen. In 1859 opende hij in Utrecht een tweede fabriek aan de Oudegracht 364, die vernoemd werd naar de naastgelegen Gesloten Steen. 
Er werkten mannen en jongens vanaf 7 jaar en ouder, maar aangezien er een tekort was in Utrecht aan mannelijke werknemers, kwamen in deze nieuwe fabriek meisjes vanaf twaalf jaar en vrouwen te werken. Deze kregen daar een opleiding en werkten gescheiden van de mannelijke werknemers tegen een lager loon. Eind 1859 werkten er 58 meisjes en vrouwen. Het regeringsonderzoek van 1869 naar de toestand van kinderen in de fabrieken bezocht ook de sigarenfabriek van Ribbius Peletier en stelde in haar rapport vast dat de kinderen op de fabriek er bleek, maar anders niet ongezond uitzagen. Het regeringsonderzoek van 1869 zou in 1874 leiden tot het Kinderwetje van Van Houten. 
In 1871 organiseerden de sigarenmakers zich in de Nederlandse Sigarenmakers Bond welke in 1873 een algemene staking uitriep waarin loonsverhoging werd geëist. Honderdvijfenzeventig werklieden van de fabriek van Ribbius Peletier namen deel aan de staking die na enkele maanden zonder succes verliep. De stemming op de fabriek sloeg hierna om. In het socialistische blad De Baanbreker van Pieter Jelles Troelstra werd vanaf 1894 herhaaldelijk melding gemaakt van de wantoestanden die er op de fabriek heersten. In 1904 werkten er in totaal ruim 320 mensen in de sigarenfabriek en vier jaar later volgde een uitbreiding naar ontwerp van M.E. Kuiler. 
In het eerste kwart van de 20e eeuw kwam de onderneming in zwaar weer. Tijdens de crisisjaren sloot de sigarenfabriek definitief rond 1933. In juni 1934 plaatste de Haagse sigarenhandel P.H. Korlvinke & Co advertenties waarin deze de gehele bestaande voorraad Ribbius Peletier-sigaren uitverkocht voor de halve prijs. De vennootschap bestond weliswaar in 1939 nog, maar hield zich op dat moment slechts bezig met pogingen de bedrijfspanden te verhuren.

## Voetnoten
1. ↑  Ribbius, Peletier, Gerlacus. Uitgeverij A. van den Oord. Gearchiveerd op 18 september 2013. Geraadpleegd op 1 juni 2023.
2. ↑  GOED NIEUWS. "Haagsche courant", 18-06-1934
3. ↑  KON. TABAK. & SIGARENFABRIEK v/h. G. RIBBIUS PELLETIER Jr.  De Telegraaf, 15-02-1939, p. 12.